# التغليف العادي لمنتجات التبغ
تشير عبوات التبغ البسيطة، والمعروفة أيضًا باسم العبوة العامة أو المحايدة أو الموحدة أو المتجانسة أو البسيطة، إلى العبوة التي تتطلب إزالة جميع العلامات التجارية (الألوان والصور والتصوير وشعارات الشركات والعلامات التجارية)، مما يسمح للمصنعين بطباعة اسم العلامة التجارية فقط بحجم إلزامي، الخط ووضعه على العبوة، بالإضافة إلى التحذيرات الصحية وأية معلومات قانونية أخرى والطوابع المدفوعة الضرائب.ويفضل تجاهل كتابة بعض العناصر مثل المكونات وتاريخ الإنتاج بحكم انها لاتغير من تاثير المنتج صحياً بل توهم المشتري ان التاريخ الحديث أقل ضرر أو ان كمية المواد المستخدمة تغير حقيقة الضرر ويتم توحيد مظهر كل عبوات التبغ، بما في ذلك لون العبوة.
تهدف إزالة العلامات التجارية على عبوات السجائر إلى ردع التدخين عن طريق إزالة الارتباطات الإيجابية للعلامات التجارية (بما في ذلك التصميم والرمز) مع استهلاك التبغ. كما تهدف إلى إزالة وسيلة الإعلان المتاحة لشركات السجائر.
كانت أستراليا أول دولة في العالم تقدم عبوات بسيطة، حيث يتم بيع جميع العبوات من 1 ديسمبر 2012 في عبوات بنية داكنة خالية من الشعار. كانت هناك معارضة من شركات التبغ لقوانين التغليف البسيطة، والتي رفع بعضها دعاوى ضد الحكومة الأسترالية. منذ أن فازت الحكومة الأسترالية في القضايا المعروضة على المحكمة، سنّت عدة دول أخرى قوانين للتغليف البسيط.
أُدرجت العبوات البسيطة في اتفاقية المبادئ التوجيهية لاتفاقية منظمة الصحة العالمية الإطارية بشأن مكافحة التبغ (WHO FCTC). في 31 مايو من العام 2016، في اليوم العالمي للتبغ.

## التاريخ
التغليف البسيط قد تم اقتراحه لأول مرة في عام 1989 من قبل مجلس المواد السامة التابع لوزارة الصحة النيوزيلندية والذي أوصى ببيع السجائر فقط في عبوات بيضاء ذات نصوص سوداء وبدون ألوان أو شعارات.
وضع مسؤولو الصحة العامة في كندا مقترحات للتغليف البسيط لمنتجات التبغ في عام 1994. استعرضت لجنة برلمانية الأدلة وخلصت إلى أن التغليف البسيط يمكن أن يكون «خطوة معقولة في الاستراتيجية الشاملة للحد من استهلاك التبغ». ولم تنجح بتمرير القانون بسبب المخاوف المتعلقة بحق العلامة التجارية، وتحديداً تلك المتعلقة بالتزامات كندا تجاه منظمة التجارة العالمية وبموجب اتفاقية التجارة الحرة لأمريكا الشمالية.
وفي أستراليا، مع سن قانون تغليف التبغ العادي في 12 ديسمبر 2011،  أصبحت أول دولة في العالم تطلب بيع منتجات التبغ في عبوات عادية. يجب أن تكون المنتجات المصنعة بعد 1 أكتوبر 2012، وكلها معروضة للبيع بعد 1 ديسمبر 2012 في عبوة عادية.
وبعد تقدم أستراليا (2012)، بدأ عدد من الدول الأخرى أيضًا في طلب التغليف الموحد بما في ذلك فرنسا (يناير 2017)، المملكة المتحدة (مايو 2017)، نيوزيلندا (يونيو 2018)، النرويج (يوليو 2018) وأيرلندا (أكتوبر 2018). المملكة العربية السعودية (2019) يوجد لدى كل من بلجيكا وكندا والمجر وسنغافورة وسلوفينيا  وتايلند وتركيا وأوروغواي قوانين خاصة بتغليف السجائر، لكنها لم تدخل حيز التنفيذ بعد.

## الدلائل العلمية
كانت الدلائل على فعالية التغليف البسيط متاحًا حتى صدوره في أستراليا. في 24 مايو 2011، أصدر مجلس السرطان بأستراليا مراجعة للأدلة الداعمة لإدخال عبوة عادية لتقليل امتصاص الشباب. تم إجراء المراجعة بواسطة Quit Victoria مجلس السرطان فيكتوريا. تتضمن المراجعة 24 دراسة تمت مراجعتها من قِبل النظراء أجريت على مدار عقدين، مما يشير إلى أن العبوة تلعب دورًا مهمًا في تشجيع الشباب على تجربة السجائر. أشارت الانطباعات الأولى في أستراليا إلى أن المدخنين يشعرون أن السجائر تتذوق الطعام في عبوات عادية - وهو تأثير جانبي غير متوقع. بالإضافة إلى ذلك، فإن الأدلة من الدراسات الكمية، والبحوث النوعية والوثائق الداخلية لصناعة التبغ تحدد باستمرار التغليف كجزء مهم من الترويج للتبغ.
وإضافة إلى ذلك أوضح المدير التنفيذي للتواصل والتوعية في الهيئة عبد الرحمن السلطان، أن التغليف العادي لمنتجات التبغ يهدف إلى تحسين الصحة العامة من خلال ثني غير المدخنين عن البدء في التدخين أو تعاطي منتجات التبغ، إضافة إلى تشجيع الإقلاع عن التدخين، وتقليل جاذبية منتجات التبغ وزيادة فعالية التحذيرات الصحية على عبواتها.
فالعبوة البسيطة يمكن أن تغير مواقف الناس تجاه التدخين وقد تساعد في تقليل انتشار التدخين، بما في ذلك بين القصر، وتزيد من محاولات الإقلاع عن التدخين.
تشير الدراسات التي قارنت علب السجائر الحالية ذات العلامات التجارية مع عبوات الورق المقوى العادية التي تحمل اسم وعدد السجائر في خط صغير قياسي، وجدت العبوات العادية لتكون أقل جاذبية. بالإضافة إلى ذلك، أكدت الأبحاث التي تم فيها توجيه تعليمات صغار البالغين لاستخدام علب السجائر البسيطة ثم سُئلوا فيما بعد عن مشاعرهم تجاههم، النتائج التي توصلت إلى أن العبوة العادية تزيد من المفاهيم والمشاعر السلبية حول العبوة وعن التدخين. زادت العبوات العادية أيضًا من السلوكيات مثل إخفاء العبوة أو تغطيتها، والتدخين بشكل أقل حول الآخرين، والتخلص من السجائر وزيادة التفكير في الإقلاع عن التدخين. أفاد ما يقرب من نصف المشاركين أن العبوات العادية إما زادت من السلوكيات المذكورة أعلاه أو قللت من الاستهلاك. أشارت تجارب المزاد إلى أن النتيجة المحتملة للتغليف البسيط هي خفض الطلب على منتجات التبغ.
وجدت مراجعة 2013 أن التغليف البسيط زاد من أهمية التحذيرات الصحية للمستهلكين. ارتبط التغليف العادي بلون أغمق بتأثيرات ضارة أكثر. علاوة على ذلك، قللت العلب عبوات البسيطة من الارتباك حول التحذيرات الصحية.
كانت العلب عبوات البسيطة ذات التحذيرات الجرافيكية الكبيرة تؤثر على الإقلاع عن التدخين.
ولا توجد أدلة كثيرة على تأثير العبوة العادية على التدخين في البلدان المنخفضة الدخل.

## حسب البلد

الدول باللون الأحمر الغامق تم تطبيق القانون فيها اما الدول التي باللون الوردي سيتم تطبيق القانون بها في السنوات المقبلة.

| عام  | البلدان التي يدخل فيها قانون التعبئة العادية حيز التنفيذ (مستوى البيع بالتجزئة) |
| ---- | ------------------------------------------------------------------------------- |
| 2012 | أستراليا                                                                        |
| 2017 | فرنسا المملكة المتحدة                                                           |
| 2018 | نيوزيلندا، النرويج، أيرلندا                                                     |
| 2019 | السعودية، تايلاند، أوكرانيا                                                     |
| 2020 | سلوفينيا، تركيا إسرائيل كندا سنغافورة                                           |
| 2021 | بلجيكا                                                                          |
| 2022 | اليونان، جورجيا                                                                 |

### أستراليا
في أستراليا وبموجب القانون، كان على الشركات بيع سجائرها في عبوة بنية داكنة خالية من الشعار ابتداءً من 1 ديسمبر 2012. وجدت الأبحاث الحكومية أن لونًا أخضرًا محددًا، وهو Pantone 448 C، كان أقل الألوان جاذبية، خاصة للشباب. بعد أن تم التعبير عن المخاوف بشأن تسمية اللون من قبل جمعية الزيتون الأسترالية، تم تغيير الاسم ليصبح لونه بني غامق. مع التغليف البسيط والزيادات الضريبية ، تهدف الحكومة الأسترالية إلى خفض معدلات التدخين من 16.6 ٪ في عام 2007 إلى أقل من 10 ٪ بحلول عام 2018. أظهرت الإحصاءات المنشورة في عام 2014 أن كمية المكوس والضرائب الجمركية على السجائر انخفضت بنسبة 3.4 ٪ في أستراليا في عام 2013 مقارنة بعام 2012 عندما تم تقديم التغليف العادي. أشار بعض المعلقين إلى البيانات التي قدمتها صناعة التبغ وادعوا أن حجم مبيعات التبغ قد زاد بمقدار 59 مليون عصا (سجائر فردية أو ما يعادله) في نفس الفترة. وفقًا لفيليب موريس إنترناشيونال، شهد عام 2013 زيادة بنسبة 0.3 ٪ في مبيعات التبغ مقارنة بعام 2012. غير أن معلقين آخرين تناقضوا مع هذه الادعاءات بناءً على البيانات التي نشرها مكتب الإحصاءات الأسترالي في مارس 2014. وجدت دراسة أجرتها شركة KPMG لثلاثة من كبار مصنعي السجائر أن الاتجار غير المشروع بالسجائر الرخيصة للغاية قد زاد كثيرًا،  ولكن مقالًا في المجلة الطبية البريطانية يدحض هذا. بعد عام واحد من تنفيذ قاعدة تغليف السجائر البسيطة، وصف ملحق خاص للمجلة الطبية البريطانية أنه قبل تطبيق التغليف العادي، يريد 20٪ من المدخنين الإقلاع عن التدخين، ولكن بعد التنفيذ يريد 27٪ من المدخنين الإقلاع عن التدخين. وجدت الدراسة أن التغليف العادي يقلل من جاذبية العلامة التجارية وصورة منتجات التبغ. إذا كان هذا صحيحًا، فإن هذا سيتنبأ بعدد أقل من المدخنين الجدد الذين يتناولون هذه العادة. يدعي تحليل لفيليب موريس أن «البيانات واضحة أن الاستهلاك الإجمالي للتبغ وانتشار التدخين لم ينخفض» خلص إلى أن هذا «الادعاء خاطئ». وجدت مراجعة أجرتها الحكومة الأسترالية في عام 2016 أن نظام التغليف الحالي له تأثير إيجابي على الصحة العامة في أستراليا.

#### ردود أخرى

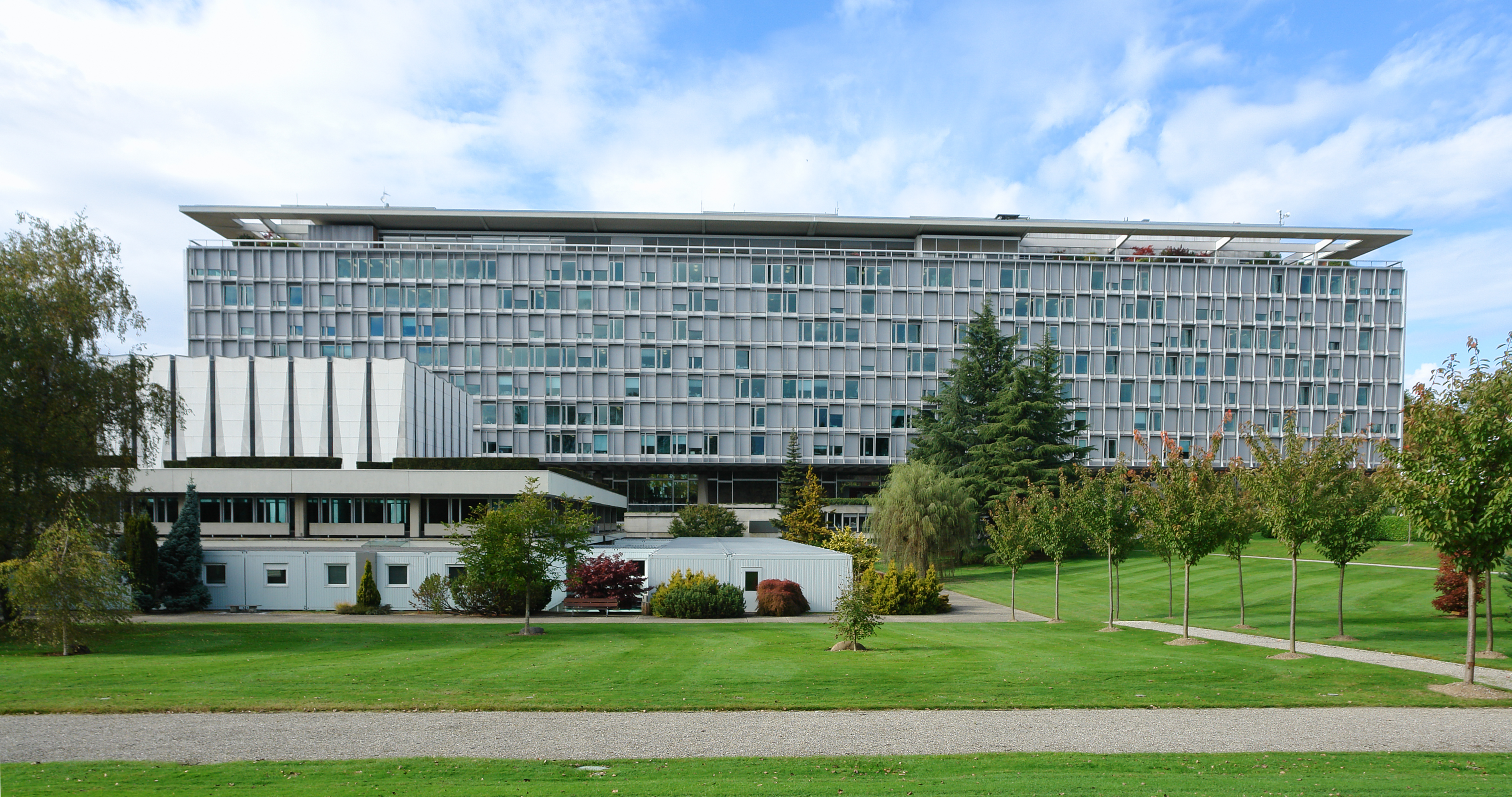
مقر منظمة الصحة العالمية في جنيف

وأشادت منظمة الصحة العالمية بقانون أستراليا الخاص بالتغليف البسيط، مشيرةً إلى أن «التشريع يضع معيارًا عالميًا جديدًا للسيطرة على منتج يمثل ما يقرب من 6 ملايين حالة وفاة كل عام».
أشاد مجلس السرطان الأسترالي بإقرار التشريع، قائلاً: «تبين الوثائق التي تم الحصول عليها من صناعة التبغ مدى اعتماد شركات التبغ على تصميم العلب عبوات لجذب المدخنين الجدد.... عليك فقط أن تنظر في مدى يأس شركات التبغ لوقف التغليف العادي، للتأكيد على أن تصميم العلب عبوات يعتبر حاسمًا بالنسبة للمبيعات.»  هنأ مدير منظمة الصحة العالمية لغرب المحيط الهادئ أستراليا أيضًا وذكر أن جميع البلدان والمناطق في غرب المحيط الهادئ يجب أن تحذو حذو أستراليا.
فأشار البروفيسور روثويل إلى «... الاعتراف المتزايد بشرعية تدابير الصحة العامة من هذا النوع.» قدّر البروفيسور روثويل أن القضايا القانونية، بما في ذلك أي قضية معروضة على المحكمة العليا، ستستغرق ما يصل إلى عام للبت فيها. ومع ذلك، في الولايات المتحدة، حكم القاضي ريتشارد ليون في عام 2011 بأن ملصقات التحذير الصحية الجرافيكية «تعرض بوضوح رأي الحكومة في التدخين» الذي قال «لا يمكن دستوريًا أن يظهر على سلع الشركات الخاصة.» وقرر أن هذه التحذيرات من شأنها أن تضر مبيعاتهم بشكل غير عادل، وأن التحذيرات وضعت لإثارة استجابة عاطفية محسوبة للإقلاع عن التدخين أو عدم البدء في التدخين أبدًا. هذا، حسب القاضي، كان «هدفًا بعيدًا عن نشر معلومات واقعية بحتة وغير مثيرة للجدل». هذا الاستنتاج قد يكون الطعن.
وأشارت وكالة أسوشيتيد برس إلى أن فيليب موريس استغرق «أقل من ساعة» لإطلاق دعوى قانونية ضد التشريع الأسترالي. كما ذكرت أن التشريع الأسترالي اتبع خطى أوروجواي التي تشترط تخصيص 80 في المائة من علب عبوات السجائر للتحذيرات والبرازيل، حيث تعرض علب عبوات السجائر «صورًا بيانية» للأجنة الميتة، أدمغة النزيف والقدمين الغرغرينا.
وأفاد غافن ألن من صحيفة ديلي ميل أن دعوى فيليب موريس قد تكلف الحكومة الأسترالية «مليارات». كما أشار إلى أن القانون الأسترالي يراقب عن كثب من قبل حكومات أخرى في أوروبا وكندا ونيوزيلندا. في عام 2005، حثت منظمة الصحة العالمية البلدان على النظر في تغليف عادي، وأشارت إلى أن بوتان حظرت بيع التبغ في وقت سابق من عام 2011.

#### تشريع
وفي أبريل 2011، أصدر الوزير روكسون مسودة تعريفة لتشريع التغليف العادي مع تاريخ البدء المتوقع في 1 يوليو 2012. ذكرت الصحف الأسترالية أنه من المرجح أن يتم إقرار التشريع على الرغم من مخاوف المعارضة. اقترح أن مقاومة المعارضة للتشريع كانت بسبب استمرار قبولهم لتمويل التبرعات من شركات التبغ.
وقدم الوزير روكسون مشروع قانون التغليف البسيط إلى البرلمان في 6 يوليو 2011،  وتم تمريره عبر مجلس النواب في 24 أغسطس 2011. أقر التشريع مجلس الشيوخ في 10 نوفمبر 2011 مع تاريخ البدء المعدل في 1 ديسمبر 2012. بسبب تغيير تاريخ البدء، عاد التشريع إلى مجلس النواب قبل الحصول على موافقة ملكية. أقر التشريع أخيرًا في 21 نوفمبر 2011.

### بلجيكا
في آذار (مارس) 2015، تم تقديم اقتراح يوم مبكر من النائب كاثرين فونك لدراسة التغليف البسيط في بلجيكا. ومع ذلك، فقد عارضت وتوقفت لجنة الاختيار للصحة العامة الفيدرالية. في وقت لاحق من نوفمبر 2016، قالت وزيرة الصحة ماجي دي بلوك إنها منفتحة لفكرة التغليف البسيط، بمجرد مراجعة إدخال التغليف البسيط في فرنسا والمملكة المتحدة. تم ذلك على رأس قائمة قوانين التبغ الجديدة مثل زيادة الضرائب ورفع سن الشراء إلى 18 عامًا. في سبتمبر 2018، قررت الحكومة إدخال علب عبوات بسيطة لجميع منتجات التبغ. من المقرر أن يدخل القانون الجديد حيز التنفيذ في يناير 2020.

### كندا
وفي كندا خلال الحملة الانتخابية الفيدرالية الكندية لعام 2015، وعد زعيم الحزب الليبرالي جوستين ترودو بتفويض العبوة البسيطة إذا انتخب رئيس الوزراء  في 16 مايو 2018، أقر البرلمان مشروع قانون S-5 لتعديل قانون التبغ باعتباره قانونًا لمنتجات التبغ والأبخرة، إضافة سلطة وزارة الصحة الكندية لتفويض التغليف البسيط لمنتجات السجائر (إلى جانب تمديد العديد من القيود الحالية على السجائر الإلكترونية).
وتم نشر لوائح منتجات التبغ (المظهر العادي والمعياري) في الجريدة الرسمية الكندية في 24 أبريل 2019: سوف تستخدم العبوة العادية نفس اللون البني المستخدم في أستراليا، ويجب استخدام حزمة موحدة وحزمة «الشريحة والقشرة». لا يسمح بأي أساليب تغليف أخرى. السيجارة نفسها قد لا تتضمن أي علامات تجارية أو عروض ترويجية، وسجائر أطول من 85   مم مم مم محظورة أيضًا وأي سيجارة «نحيفة». بدأت المرحلة في 9 نوفمبر 2019، وسيتم الانتهاء منها بحلول 7 فبراير 2020.

### كولومبيا
في كولومبيا في مارس 2015، تم وضع مشروع قانون مماثل للمشروع الأسترالي أمام كونغرس الجمهورية، لأنه كان يهدف إلى تنظيم تغليف منتجات التبغ ووسمها. الهدف النهائي من مشروع القانون هذا هو تحقيق حظر تام على الإعلانات والترويج والرعاية. على الرغم من تقديم مشروع القانون بعد بضعة أشهر من إقرار الهيئة التشريعية، فإن المشروع الذي تمت مناقشته في العرض الأول في مجلس النواب يسمح باستنتاج أن كولومبيا ليست بعيدة عن اعتماد لائحة بشأن هذه المسألة.

### الاتحاد الأوربي
وفي الاتحاد الأوروبي في عام 2010، أطلقت المفوضية الأوروبية مشاورة عامة  بشأن اقتراح لمراجعة التوجيه 2001/37 / EC الذي يغطي التحذيرات الصحية، والقيود على المكونات السامة، وما إلى ذلك، لمنتجات التبغ. تضمنت المشاورة اقتراحًا يتطلب التغليف البسيط. على الرغم من أن المفوض دالي رفض التغليف البسيط كخيار،  فقد أدرج الاتحاد الأوروبي في اقتراحه لتوجيهات منتجات التبغ الجديدة، والتي أصبحت سارية في دول الاتحاد الأوروبي في مايو 2016،  خيار الدول الأعضاء لإدخال سهل التعبئة والتغليف. يعتبر علماء القانون أن التغليف البسيط يتوافق مع القانون الأوروبي الأساسي  والقانون الألماني.
وينص التوجيه الذي تم تبنيه في 3 أبريل 2014 صراحة على أن 28 دولة من دول الاتحاد الأوروبي لديها خيار تنفيذ التغليف البسيط، وهو حكم أيدته محكمة العدل الأوروبية في 4 مايو 2016 بأنه صالح عند رفض الطعن القانوني لصناعة التبغ.

### فرنسا
وفي فرنسا في ديسمبر 2010، قدم عضو UMP في البرلمان الفرنسي مشروع قانون للعضو يهدف إلى إنشاء عبوة سجائر عادية. ومع ذلك، لم يمر مشروع القانون على الرغم من الدعم المستمر من الجمعيات الصحية. كما هو الحال في بلدان أخرى، كان هناك احتجاجات شديدة من صناعة التبغ وجمعيات تجار التبغ. بدا وزير الصحة أيضًا فاترًا في دعمه، مفضلًا رؤية تأثير التحذيرات الصحية الجديدة.
ولكن بموجب التشريع المقبل، قالت وزيرة الصحة الاشتراكية الجديدة، ماريسول تورين، إنها ستقاتل خصوصًا على المستوى الأوروبي من أجل «التعبئة المحايدة». كما هو الحال في أستراليا، ردت صناعة التبغ بأن التغليف العام سيكون من السهل تزويره، مما سيزيد من مبيعات السجائر غير القانونية. لم يتضمن توجيه الاتحاد الأوروبي في النهاية أي تدابير واضحة بخصوص التغليف العادي. كرد فعل، أعلنت الحكومة الفرنسية عن تقديم مشروع قانون يحتوي على أحكام لتعبئة السجائر العامة في 25 سبتمبر 2014. تم تمرير مشروع القانون في 17 ديسمبر 2015. هاجمتها صناعة التبغ على الفور في المحكمة، لكنها فقدت قضيتها. تم إقرار هذا التشريع في 21 يناير 2016 باعتباره دستوريًا من قبل المجلس الدستوري الفرنسي.
يجب وضع السجائر المصنعة بعد 20 مايو 2016 أو بيعها بعد 1 يناير 2017 في علب عبوات عادية.

### اليونان
يتطلب المرسوم الصادر في 16 أغسطس 2016 أن تكون ماركات السجائر والتبغ الجديدة التي سيتم طرحها في السوق الهنغارية بعد 20 أغسطس 2016 في عبوة عادية موحدة، خالية من شعارات العلامات التجارية. في نهاية المطاف، سيتم بيع جميع السجائر ومنتجات التبغ في علب عبوات موحدة من 20 مايو 2019. تم تأجيل الدخول حيز التنفيذ إلى 1 يناير 2022.
اعتبارًا من يوليو 2017، كانت أول سجائر ذات علب عبوات عادية موحدة تصل إلى السوق المجرية. من 20 أغسطس 2016 فصاعدًا، يجب بيع العلامات التجارية الجديدة في علب عبوات عادية. تم إطلاق ماركة سجائر جديدة من Von Eicken GmbH مع هذه الحزمة الموحدة.

### الهند
وفي الهند اعتبارًا من أغسطس 2012، يُعتقد أن الهند تدرس التغليف البسيط. أجريت أبحاث حول جدواها في عام 2013. قدم BJD النائب عن Orissa، Baijayant Jay Panda، في Lok Sabha مشروع قانون للأعضاء من القطاع الخاص سعياً إلى تعديل قانون مكافحة التبغ يهدف إلى زيادة حجم التحذير الصحي على علب عبوات منتجات التبغ. يسعى مشروع القانون إلى تعديل القانون الأصلي لعام 2003 بحيث ينص على التغليف البسيط لمنتجات السجائر والتبغ في البلاد وزيادة حجم التحذير الصحي والرسم المصاحب على علب السجائر. عمومًا، غالبًا ما تكون تدابير مكافحة التبغ عرضة للتحديات القانونية في الهند. اعتبارًا من عام 2017، لم يتم إحراز أي تقدم في هذا الشأن، حيث يستمر بيع التبغ في علب عبوات تحمل علامات تجارية.

### أيرلندا
وفي مايو 2013، أعلنت أيرلندا عن خطط لتصبح ثاني دولة في العالم تقدم عبوات سجائر عادية. في يونيو 2014، قالت الحكومة الأيرلندية إنها ستقوم بتشريع لتطبيق التغليف البسيط. تم نشر تفاصيل مشروع القانون المعروف باسم مشروع قانون الصحة العامة (التعبئة الموحدة للتبغ) لعام 2014 في 10 يونيو 2014. وقع مشروع القانون من قبل الرئيس مايكل دي هيغينز في 10 مارس 2015. بعد بعض التأخير، تم الإعلان عن سريان القانون في 30 سبتمبر 2017، مع السماح ببيع السجائر المصنعة مسبقًا حتى 30 سبتمبر 2018.

### ماليزيا
في ماليزيا في 24 فبراير 2016، أعلنت وزارة الصحة الماليزية أنها تخطط لاتباع مثال أستراليا وتقديم عبوات بسيطة للتبغ في المستقبل القريب.

### موريشيوس
في موريشيوس في يونيو 2016 في ورشة عمل صحية حول مكافحة التبغ، أعلن وزير الصحة الموريشياني أنيل غيان أن الحكومة تتطلع إلى تقديم عبوات بسيطة في البلاد في المستقبل. في وقت لاحق من شهر نوفمبر عام 2018، أعلنت الحكومة أنه سيتم طرح عبوة عادية على الدولة الجزيرة في يونيو 2019، مما يجعلها أول دولة في أفريقيا تقدم عبوة عادية.

### هولندا
يعتزم بول بلوخيس، الذي يشغل منصب وزير الدولة للصحة والرفاه والرياضة في مجلس الوزراء الثالث روتي، أن يكون لديه قانون تغليف واضح بحلول عام 2020.
هذا جزء من سلسلة من التدابير لمنع المزيد من الشباب من ممارسة هذه العادة. في سبتمبر 2018، أعلنت الحكومة عن خطط لإضافة اليورو إلى سعر علبة 20 سيجارة في عام 2019، وزيادة السعر إلى 10 يورو بحلول عام 2023.

### نيوزيلاندا
وتشترط نيوزيلندا أن تكون منتجات التبغ موحدة بطريقة مماثلة للمتطلبات الأسترالية. بدأ سريان التشريعات واللوائح ذات الصلة لتمكين التغليف الموحد لمنتجات التبغ في 14 مارس 2018. تم منح الموزعين ستة أسابيع لتصفية المخزون القديم، وبعد منح تجار التجزئة ستة أسابيع أخرى للتخلص من المخزون القديم. ونتيجة لذلك، كان مسموحًا فقط بتعبئة التبغ الموحدة بعد 6 يونيو 2018.
استغرقت مناقشة الحاجة إلى التغليف الموحد (المعروف سابقًا باسم التغليف البسيط)، وإقرار التشريع عبر البرلمان، ودخوله حيز التنفيذ بعد ذلك ست سنوات. في أبريل 2012، وبعد تحقيق أجرته لجنة شؤون الماوري المختارة، وافقت الحكومة (بناءً على توصية من وزير الصحة المعاون آنذاك، السيدة تريانا توريا) على التعبئة والتغليف البسيطة من حيث المبدأ، وهي خطوة قالت شركات التبغ إنها تعارضها بشدة. من يوليو إلى أكتوبر 2012، أجرت وزارة الصحة مشاورة استقطبت أكثر من 20.000 طلب (بما في ذلك الطلبات الخارجية) من مجموعات الصحة العامة وكذلك صناعة التبغ. في فبراير 2013، قررت الحكومة المضي قدماً في التغيير التشريعي بالتوافق مع أستراليا. تم تقديم مشروع قانون يتطلب التغليف البسيط لمنتجات التبغ - مشروع قانون تعديل البيئات الخالية من التدخين (تغليف التبغ العادي)  - في 17 ديسمبر 2013. تمت قراءة مشروع القانون لأول مرة في 11 فبراير 2014. تم تعطيل مشروع القانون بسبب القلق بشأن الإجراءات القانونية ضد نظام التعبئة والتغليف العادي للحكومة الأسترالية. ومع ذلك، في فبراير 2016، علق رئيس الوزراء جون كي بأنه يوجد الآن أساس قانوني ثابت للتغليف البسيط وأن هذا الإجراء يمكن أن يصبح قانونًا بحلول نهاية عام 2016. في 30 يونيو 2016، أُعطي مشروع القانون قراءته الثانية ( مع نظر اللجنة الجامعة في 23 أغسطس 2016  والقراءة الثالثة والأخيرة في 8 سبتمبر 2016.
في 31 مايو 2016، (اليوم العالمي بدون تدخين)، أصدر وزير الصحة المساعد، بيسيتا سام لوتو إيجا، وثيقة تشاور حول تفاصيل متطلبات التعبئة القياسية. تم إصدار أمر بالمجلس في 6 يونيو 2017، مما يجعل لوائح البيئات الخالية من التدخين 2017 تحدد المتطلبات التفصيلية للتصميم الموحد لحزم ومنتجات التبغ، وكذلك تحدد متطلبات رسائل التحذير الجديدة والأكبر لتعبئة التبغ. دخلت هذه اللوائح حيز التنفيذ في 14 مارس 2018

### النرويج
في أغسطس 2012، كان يعتقد أن النرويج بدأت تفكر في التغليف البسيط. في 31 مايو 2016، في اليوم العالمي للتبغ، أعلن وزير الصحة بنت هوي عن تقديم عبوة عادية إلى النرويج بحلول عام 2017. وتنطبق هذه القاعدة التعبئة والتغليف العادي إلى التبغ الرطب وكذلك السجائر. في ديسمبر 2016، صوّت البرلمان النرويجي بأغلبية ساحقة لصالح تطبيق التغليف الموحد لمنتجات التبغ. تم تقديم هذا الإجراء في نفس الوقت الذي تم فيه تطبيق توجيهات منتجات التبغ في الاتحاد الأوروبي بشأن التعبئة والتغليف ووضع العلامات، وذلك اعتبارًا من 1 يوليو 2017. مُنح تجار التجزئة عامًا واحدًا (حتى 1 يوليو 2018) للانتقال إلى علب السجائر القياسية الجديدة وصناديق التبغ التي لا تدخن.

### بناما
منذ عام 2017، ناقشت الجمعية الوطنية مشروع القانون 136 بشأن التغليف البسيط. يقترح مشروع القانون أن يكون لون العبوات رمادية داكنة اللون وأن يتم تقديم العلامة بخط أبيض Arial، مقاس 20، مظلل بخط غامق. تحتل بنما المرتبة الثانية في أدنى معدل انتشار في عالم الاستهلاك.

### الفلبين
فضّلت مجموعة نيوفوا لمكافحة الفلبين، وهي مجموعة مناهضة للتدخين، إدخال عبوة سجائر عادية في الفلبين كجزء من حملتها في اليوم العالمي لمكافحة التبغ لعام 2016، وحثت الرئيس رودريغو دوترتي، الذي كان يفترض آنذاك، على تطبيق قانون لتوحيد علب السجائر. ومع ذلك، فإن وزارة الصحة (DOH) ليست مستعدة لتنفيذ عبوات بسيطة من السجائر، وتركز بدلاً من ذلك على تطبيق التحذيرات الصحية الرسومية على عبوات السجائر بموجب قانون التحذيرات الصحية لعام 2014 الذي بدأ سريانه في مارس 2016.

### المملكة العربية السعودية
في سبتمبر 2018، أصدرت المملكة العربية السعودية إعلانًا لمنظمة التجارة العالمية بأنها ستقدم عبوات بسيطة في الدولة. في وقت لاحق من ديسمبر، ذكرت الهيئة السعودية للغذاء والدواء أنه يجب استخدام التغليف العادي بحلول مايو 2019. وتم تطبيق القانون بالسعودية منذ منتصف عام 2019

### سنغافورة
في فبراير 2019، أقر البرلمان السنغافوري تعديلاً لمشروع قانون مكافحة التبغ (التحكم في الإعلانات والبيع) لفرض التغليف البسيط على السجائر، ويجب أن يستغرق هذا التحذير الخاص بالصحة الرسومية 75٪ من مساحة العلبة. سيتم تنفيذ القانون في 1 يناير 2020.

### سلوفينيا
في 15 فبراير 2017، أصدر برلمان سلوفينيا قانونًا لإدخال التغليف البسيط اعتبارًا من عام 2020. ولم يتم تطبيقه لحد الآن

### جنوب أفريقيا
قدمت جنوب أفريقيا مشروع قانون تغليف التبغ العادي في عام 2018. يتم دعمها من قبل المنظمات المحلية ضد التدخين مثل المجلس الوطني لمكافحة التدخين ومنظمة الصحة العالمية. يعارضها Japan Tobacco International ومعهد التبغ في جنوب إفريقيا.

### سويسرا
في 5 كانون الأول / ديسمبر 2014، قدم النائب السويسري بيير آلان فريديز اقتراحًا للتغليف البسيط في سويسرا. بعد أيام، قال المجلس الفيدرالي إنه يعارض ذلك، قائلاً إن مثل هذا الإجراء «يذهب بعيداً».

### تايلاند
في ديسمبر 2018، أصبحت تايلاند أول دولة في آسيا تصدر تشريعًا يفرض التغليف البسيط بحلول سبتمبر 2019. يتطلب القانون الجديد أيضًا أن يأخذ التحذير الخاص بالصحة الرسومية 85٪ من مساحة العلبة. يمثل التدخين مشكلة كبيرة في تايلاند، حيث يدخن نصف الرجال في منتصف العمر.

### تركيا
وفي سبتمبر 2011، ذكرت صحيفة بلومبرج أن الحكومة التركية تعمل على أنظمة التعبئة والتغليف العادي. ذكرت صحيفة «ميلييت» التي تتخذ من إسطنبول مقراً لها أن جميع عناصر العلامات التجارية ستختفي بموجب الاقتراح وستأتي السجائر في «صناديق سوداء مرقمة» باستثناء أي صور بخلاف التحذيرات الصحية. في نوفمبر 2016، صرح وزير الصحة رجب أداغ بأن تركيا «ستقدم عبوة عادية حيث تكون ماركة السجائر غير مرئية تقريبًا وسيكون البائعون ملزمون بتخزين السجائر في حالات مغلقة بدلاً من شاشات شفافة» في عام 2017. من سبتمبر 2019، ستقوم تركيا بتقديم عبوات بسيطة على منتجات التبغ وستطلب أيضًا من التحذيرات الصحية تغطية 85٪ من العبوات. الخطط على قدم وساق لرفع سن التدخين إلى 21 في المستقبل.

### المملكة المتحدة
في نوفمبر 2013، أعلنت حكومة المملكة المتحدة عن مراجعة مستقلة لتغليف السجائر في المملكة المتحدة، وسط دعوات لاتخاذ إجراءات لتثبيط المدخنين الشباب. رفضت وزيرة الصحة العامة جين إليسون دعوات حزب العمل إلى التنظيم الفوري بدلاً من المراجعة، قائلة: «إنها سنة في نهاية هذا الأسبوع منذ أن تم إصدار التشريع في أستراليا. إنه الوقت المناسب الناس بالنظر إلى هذا مرة أخرى».
حددت حملة «حماية العبوات البسيطة» التي قام بها تحالف من المنظمات الصحية قضية عبوات التبغ البسيطة في المملكة المتحدة، كما فعلت حملة «الجواب سهل» التي أطلقتها شركة Cancer Research في المملكة المتحدة، والتي تم إطلاقها بعد وقت قصير من إعلان المشاورة الحكومية. في مقابل ذلك، كانت مجموعة حقوق المدخنين FOREST، 
تحظر لوائح المملكة المتحدة «الشعارات أو الصور الترويجية.. تدرج.. الخصومات... معلومات حول النيكوتين أو القطران أو أول أكسيد الكربون... نمط الحياة أو الفوائد البيئية ويذكر أو يصور الذوق أو الرائحة أو عدم وجودها»، في حين يفرض «الظلام المظلمة عبوة ذات لون بني»، وأشكال عبوات محددة وخط محدد (Helvetica 14-point) لأسماء العلامات التجارية. تلتزم المملكة المتحدة أيضًا بتوجيهات منتجات التبغ الصادرة عن الاتحاد الأوروبي (2014) والتي تضمنت مطلبًا بتحذيرات صحية مجمعة (صورة ونص ومعلومات حول كيفية التوقف) تغطي 65 في المائة من كل من العبوة الأمامية والخلفية.

## روابط خارجية
منظمة الصحة العالمية
- عبوة التبغ العادية: تحديث الوضع العالمي 2018

حملات للتغليف البسيط
- حماية العلب عبوات العادية - حملة التعبئة في المملكة المتحدة
- التغليف البسيط، تحالف العمل الذي لا يدخن على الإطلاق، المملكة المتحدة
- الجواب سهل، أبحاث السرطان في المملكة المتحدة
- مواد التعبئة والتغليف العادية التي تنادي بها المنظمات غير الحكومية لمكافحة التبغ، والتي استضافها مجلس السرطان في أستراليا
- حزم عادي Aotearoa (نيوزيلندا) - حملة التعبئة والتغليف عادي في نيوزيلندا

حملات ضد التغليف البسيط
- تحالف تجار التجزئة الأستراليين
- الأيدي قبالة حزم لدينا، والغابات